# Oscar F. Perdomo
 Oscar Francis Perdomo (14 tháng 6 năm 1919 - 2 tháng 3 năm 1976) là một sĩ quan và phi công chiến đấu của Không quân Hoa Kỳ, là "Ách trong một ngày" của Hoa Kỳ trong Thế chiến II.

## Những năm đầu
Perdomo sinh ngày 14 tháng 6 năm 1919 tại El Paso, Texas, trong gia đình có năm anh chị em là người nhập cư Mexico đến Hoa Kỳ. Cha ông phục vụ trong Cách mạng Mexico dưới sự chỉ huy của Francisco "Pancho" Villa trước khi di cư sang Hoa Kỳ.

## Nghĩa vụ quân sự

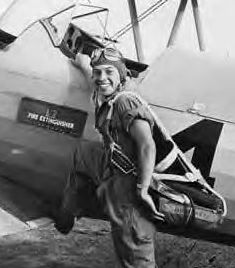
Trung úy Perdomo tạo dáng với máy bay của mình

Vào tháng 2 năm 1943, Perdomo vào Trường phi công của Không lực Lục quân Hoa Kỳ (AAF) tại Chandler, Arizona. Các trường học của AAF là các trường bay dân sự theo hợp đồng của chính phủ, nơi cung cấp một phần đáng kể nỗ lực huấn luyện bay của Lực lượng Không lực Lục quân trong thời gian Thế chiến II. Perdomo đã nhận được "đôi cánh" của mình vào ngày 7 tháng 1 năm 1944. Sau đó ông được gửi đến Trường bay cơ bản của Không lực Lục quân tại Chico, California, nơi ông đã được đào tạo thêm với tư cách là một phi công Republic P-47 Thunderbolt. Sau khi hoàn thành khóa huấn luyện, ông được chỉ định vào Phi đội chiến đấu 464, một phần của Tập đoàn máy bay chiến đấu 507 được gửi ra nước ngoài tới Mặt trận Thái Bình Dương đến đảo Ie Shima ngoài khơi bờ biển phía tây Okinawa. Nhiệm vụ chính của 507 là bay hộ tống cho các máy bay Boeing B-29 của Không quân số 8 đang đóng tại Okinawa.
Đơn vị của ông bắt đầu hoạt động vào ngày 1 tháng 7 năm 1945. Perdomo được chỉ định điều khiển máy bay P-47N-2-RE số 146 (số sê-ri 44-88211), chỉ huy bởi trưởng phi hành đoàn S/Sgt. FW Pozieky. Perdomo có biệt danh là Lil Meaties Meat Chopper với chiếc mũi nghệ thuật mô tả một em bé mặc tã đang nhét điếu xì gà trong miệng và đội mũ derby trên đầu, nắm chặt khẩu súng trường. Cái tên được nhắc đến với con trai đầu lòng của ông, Kenneth. Perdomo đã bay trong nhiệm vụ chiến đấu đầu tiên vào ngày 2 tháng 7, trong khi hộ tống một chiếc B-29 đến Kyushu.

### Ách trong một ngày
"Ách phi công" hay ách chiến đấu là một phi công quân sự bắn hạ được năm máy bay địch trở lên trong trận chiến trên không. Thuật ngữ "Ách một ngày" (ace in a day) được sử dụng để chỉ một phi công chiến đấu cơ đã bắn hạ năm máy bay trở lên trong một ngày. Kể từ Thế chiến I, một số phi công đã được vinh danh là "Ách trong một ngày". "Ách trong một ngày" cuối cùng của Hoa Kỳ trong Thế chiến II là Trung úy Oscar Francis Perdomo.
Perdomo là trung úy đầu tiên và là cựu chiến binh trong mười nhiệm vụ chiến đấu khi vào ngày 9 tháng 8 năm 1945 Hoa Kỳ thả quả bom nguyên tử thứ hai của thế giới vào Nagasaki, Nhật Bản. Các đồng minh vẫn đang chờ phản ứng của Nhật Bản về yêu cầu đầu hàng và chiến tranh vẫn tiếp diễn, khi vào ngày 13 tháng 8 năm 1945, Trung úy Perdomo đã bắn hạ bốn chiến đấu cơ Nakajima "Oscar" và một phi cơ huấn luyện hai lớp cánh Type 93. Trong khi các báo cáo về nhiệm vụ của Tập đoàn 507 xác nhận việc ông bắn hạ là "Oscar", các máy bay đó thực sự là Ki-84 "Franks" từ đơn vị Hiko-Sentais thứ 22 và 85. Trận không chiến diễn ra gần Keijo/Seoul, Hàn Quốc khi 38 Thunderbolts của Tập đoàn 507 chạm trán khoảng 50 máy bay địch. Đó là nhiệm vụ chiến đấu cuối cùng của Perdomo và năm chiến thắng đã được xác nhận đã giúp ông thành "Ách trong một ngày" và cũng là "Ách" cuối cùng của Hoa Kỳ trong Thế chiến II. Ông đã được trao tặng Huân chương Dịch vụ xuất sắc và Huân chương Không quân với cụm lá sồi.

## Sau chiến tranh
Sau chiến tranh, Perdomo tiếp tục phục vụ trong Không lực Lục quân. Năm 1947, ông được thuyên chuyển đến binh chủng Không quân Hoa Kỳ mới thành lập và phục vụ cho đến tháng 1 năm 1950. Khi Perdomo trở lại cuộc sống dân sự bình thường, ông gia nhập Lực lượng Dự bị Không quân. Vào ngày 30 tháng 6 năm 1950, Perdomo được gọi trở lại để tham gia nhiệm vụ khi Chiến tranh Triều Tiên bùng nổ với cấp bậc phi đội trưởng. Ông tiếp tục phục vụ trong Không quân cho đến ngày 30 tháng 1 năm 1958, và sau đó rời quân đội ở cấp bậc thiếu tá.

## Những năm cuối đời
Perdomo đã bị ảnh hưởng về mặt cảm xúc khi con trai ông, SPC4 Kris Mitchell Perdomo, là một trong 3 người bị giết vào ngày 5 tháng 5 năm 1970, trên một máy bay trực thăng của quân đội Mỹ, UH-1 Iroquois bị rơi và phát nổ khoảng 5 dặm về phía tây nam của Phy Vĩnh ở tỉnh Vĩnh Bình, Việt Nam Cộng hòa. Ông gặp khó khăn trong việc đối mặt với tình cảnh đó và trở nên nghiện rượu, điều này đã cướp đi sinh mệnh của Thiếu tá Oscar F. Perdomo vào ngày 2 tháng 3 năm 1976. Ông được tuyên bố là đã chết khi đang được đưa đến Trung tâm y tế USC, Los Angeles. Tên ông được ghi ở Đài tưởng niệm Không quân Hoa Kỳ.

## Huy chương và giải thưởng quân sự
Huy chương quân sự của Oscar F. Perdomo bao gồm:
- Chữ thập dịch vụ đặc biệt
- Huy chương không quân với một cụm lá sồi
- Huy chương Chiến dịch Hoa Kỳ
- Huân chương Chiến dịch Châu Á - Thái Bình Dương
- Huân chương Chiến thắng Thế chiến II
- Huân chương Quốc phòng
- Huy chương phục vụ Hàn Quốc
- Huy chương phục vụ của Liên hợp quốc
- Biểu chương đơn vị tổng thống Hàn Quốc

Danh hiệu:
- Huy hiệu phi công của Không lực Lục quân Thế chiến II
- Huy hiệu hoa tiêu của Không quân Hoa Kỳ